# Xinluo

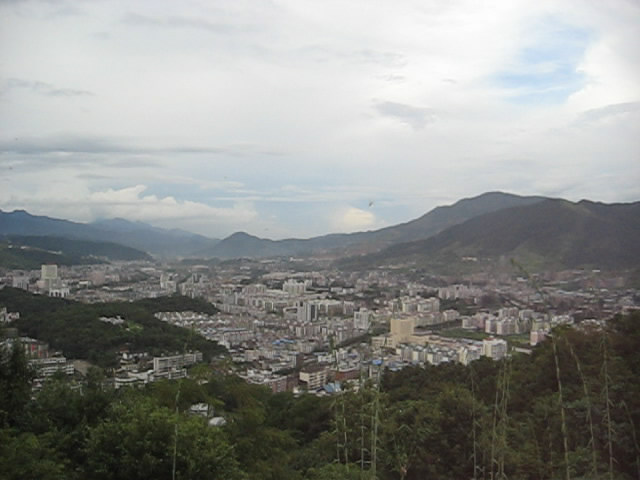
Xinluo

Xinluo (chinesisch 新罗区, Pinyin Xīnluó Qū) ist ein chinesischer Stadtbezirk der bezirksfreien Stadt Longyan in der Provinz Fujian. Er hat eine Fläche von 2.670 km² und zählt 841.745 Einwohner (Stand: 2020).

## Administrative Gliederung
Auf Gemeindeebene setzt sich der Kreis aus neun Straßenvierteln, sieben Großgemeinden und drei Gemeinden zusammen. 